# Gepuncteerde zwartschild
De gepuncteerde zwartschild (Pterostichus strenuus) is een keversoort uit de familie van de loopkevers (Carabidae). De wetenschappelijke naam van de soort werd in 1796 gepubliceerd door Georg Wolfgang Franz Panzer.